# Fernando Quiroga y Palacios
Fernando Quiroga y Palacios, španski rimskokatoliški duhovnik, škof in kardinal, * 21. januar 1900, San Pedro de Maceda, † 7. december 1971.

## Življenjepis
10. junija 1922 je prejel duhovniško posvečenje.
25. novembra 1945 je bil imenovan za škofa Mondoñeda; 24. marca 1946 je prejel škofovsko posvečenje. 4. junija 1949 je postal nadškof Santiaga de Compostela.
12. januarja 1953 je bil povzdignjen v kardinala in imenovan za kardinal-duhovnika S. Agostino.